# Merie I
Merie I is een bestuurslaag in het regentschap Bener Meriah van de provincie Atjeh, Indonesië. Merie I telt 603 inwoners (volkstelling 2010).